# Ashutosh Gowariker
Ashutosh Gowariker (Devanagari: आशुतोष गोवारीकर, ur. 15 lutego 1964 w stanie Maharasztra) – indyjski reżyser, producent filmowy, scenarzysta i aktor bollywoodzki.

## Filmografia

### Reżyser
| Rok  | Film                         | Język | Obsada                                     |
| 1993 | Pehla Nasha                  | hindi | Deepak Tijori, Raveena Tandon, Pooja Bhatt |
| 1995 | Rozgrywka                    | hindi | Aamir Khan, Mamta Kulkarni                 |
| 2001 | Lagaan: Dawno temu w Indiach | hindi | Aamir Khan, Gracy Singh, Rachel Shelley    |
| 2004 | Mój kraj                     | hindi | Shahrukh Khan, Gayatri Joshi               |
| 2008 | Księżniczka i cesarz         | hindi | Hrithik Roshan, Aishwarya Rai              |

### Producent
| Rok  | Film                 | Język |
| 2004 | Mój kraj             | hindi |
| 2008 | Księżniczka i cesarz | hindi |

### Scenarzysta
| Rok  | Film                         | Język |
| 1995 | Rozgrywka                    | hindi |
| 2001 | Lagaan: Dawno temu w Indiach | hindi |
| 2004 | Mój kraj                     | hindi |
| 2008 | Księżniczka i cesarz         | hindi |

### Aktor
| Rok       | Filmy i TV seriale        | Język     | Rola                          |
| 1999–2001 | C.I.D.                    | hindi     |                               |
| 1998      | Sarkarnama                | marathi   | dziennikarz- fotograf         |
| 1994      | Vazir                     | marathi   |                               |
| 1993      | Kabhi Haan Kabhi Naa      | hindi     | Imran                         |
| 1992      | Cuda się zdarzają         | hindi     | Monty                         |
| 1992      | Jaanam                    | hindi     | Arun S. Rao                   |
| 1991      | Indrajeet                 | hindi     |                               |
| 1989      | Salim Langde Pe Mat Ro    | hindi     | Abdul                         |
| 1989      | Goonj                     | hindi     | napastnik                     |
| 1989      | Circus                    | hindi     |                               |
| 1989      | Gawaahi                   | hindi     |                               |
| 1989      | Kamla Ki Maut             | hindi     | Deepak                        |
| 1987      | Kachchi Dhoop (Tv serial) | hindi     |                               |
| 1987      | West Is West              | angielski | Vikran                        |
| 1986      | Naam                      | hindi     | Jaisingh Kalewar (taksówkarz) |
| 1984      | Holi                      | hindi     | Ranjeet Prakash               |